# فوسندورف
فوسندورف (بالألمانية: Vösendorf) هي بلدية في منطقة مودلينج في ولاية النمسا السفلى.